# Asociación Boliviana de Astronomía
La Asociación Boliviana de Astronomía (ABA), es una organización civil sin fines de lucro, cuyo objetivo es promover el desarrollo y la difusión de la astronomía en Bolivia.

## Historia
La Asociación Boliviana de Astronomía se creó el 28 de marzo de 1969 a la conclusión de un curso de astronomía elemental dictado en el Observatorio de Astronomía de la Universidad Mayor de San Andrés (UMSA). Su primer presidente fue el Dr. Max Schreier, quien se dedicó la divulgación de la astronomía en Bolivia.
ABA tiene filiales en las ciudades de La Paz, Oruro, Potosí, Santa Cruz de la Sierra, Sucre y Tarija.

## Actividades
- Colaborar con observatorios nacionales e internacionales.
- Reunir a personas interesadas por la ciencia astronómica.
- Difundir los conocimientos de la astronomía a la población en general.

ABA cuenta con áreas observacionales en meteoros, cometas, ocultaciones, arqueoastronomía y planetas. Desde el año 1985 organiza Encuentros Nacionales de Astronomía.